# کنث میلر

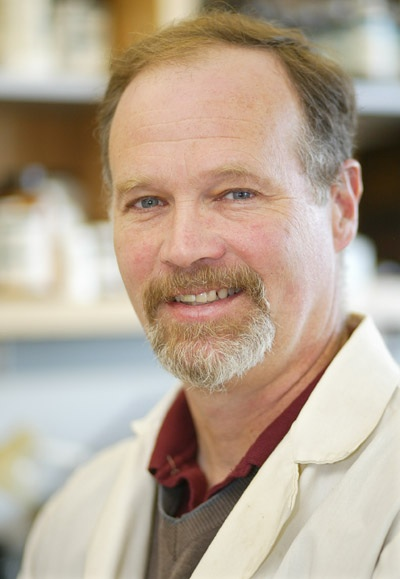
کنث ریموند میلر، زیست‌شناس آمریکایی - ۲۰۰۶

کنث ریموند میلر (به انگلیسی: Kenneth R. Miller) (زادهٔ ۱۴ ژوئیه ۱۹۴۸)، زیست‌شناس آمریکایی است. او استاد زیست‌شناسی و استاد کرسی آموزش متعالی در دانشگاه براون می‌باشد. میلر پیرو مذهب کاتولیک است و به‌خاطر مخالفت با آفرینش گرایی و آفرینش هوشمند، شناخته شده‌است. او نویسندهٔ کتاب «در جستجوی خدای داروین» است.